# The Spectator (Zeitung)
The Spectator war eine täglich erscheinende Londoner Zeitung, die 1711 von Richard Steele gegründet und gemeinsam mit seinem Freund Joseph Addison, den er auf der Charterhouse School kennengelernt hatte, herausgegeben wurde. Die Erstausgabe erschien am 1. März 1711. Jede Nummer war etwa 2500 Wörter lang, die Originalserie (1. März 1711 bis 6. Dezember 1712) bestand aus 555 Nummern. Sie wurden in sieben Bänden gesammelt und 1712 bis 1713 in der Zusammenstellung nachgedruckt. Die 2. Serie wurde 1714 von Addison ohne Steele ab 1714 von Nummer 556 bis 635 jeweils Montag, Mittwoch und Freitag sechs Monate lang fortgesetzt und wurde anschließend 1715 als Band 8 veröffentlicht. The Spectator war der Nachfolger von The Tatler, einer Zeitschrift die Steele 1709 ins Leben gerufen hatte. Die Zeitschrift wurde mehrfach neu aufgelegt. Die Beiträge wurden angeblich von einem Autor namens „Mr. Sectator“ verfasst, der als Betrachter der Londoner Szene dargestellt wurde und hinter dem sich Steele, Addison und Eustace Budgell, ein Cousin von Addison, verbargen.

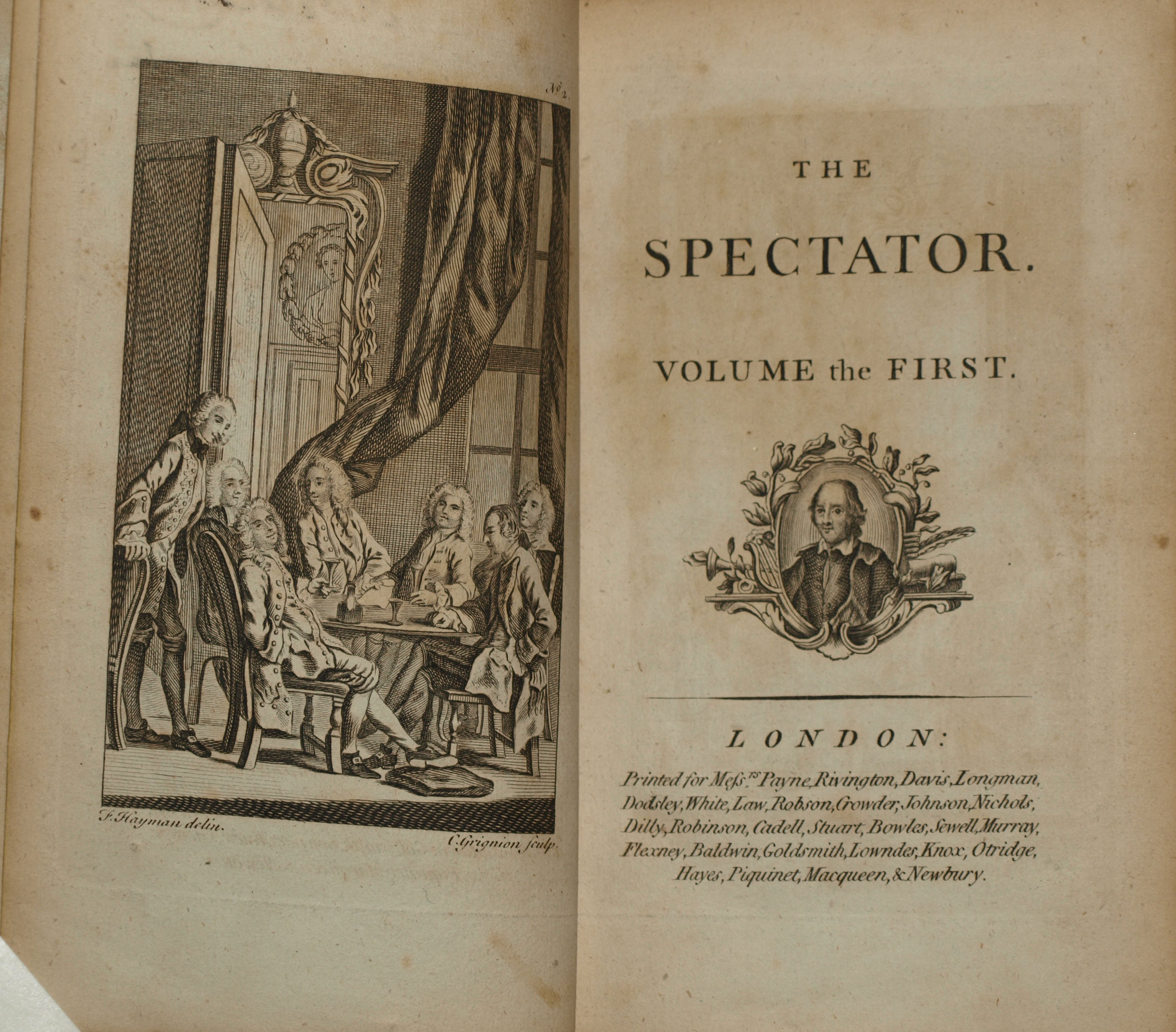
Titelseite (Gesamtausgabe des Spectator, ca. 1788).

## Ziele
Das erklärte Ziel des Spectator war “enliven morality with wit, and to temper wit with morality” (deutsch: „die Moral mit Geist zu beleben, und den Geist durch Moral zu mildern“) und “brought philosophy out of closets and libraries, schools, and colleges, to dwell in clubs and assemblies, at tea-tables and coffee–houses” (deutsch: „die Philosophie aus den Bücherschränken und Bibliotheken, den Schulen und Universitäten zu holen, auf dass sie in Klubs und Versammlungen, an Teetischen und in Kaffeehäusern weilen möge.“) Dem Leser wurde empfohlen, sie als Teil des Teegedecks zu betrachten und das Haus nicht zu verlassen, ohne sie des Morgens gelesen zu haben. Sie sollte den Leser mit gebildeten Gesprächsthemen versorgen und ihn anleiten, Gespräche auf höfliche Weise zu führen. Die Autoren versuchten Familie, Ehe und Höflichkeit zu fördern, wie es den Idealen der Aufklärungsphilosophen der Zeit entsprach. Sie bekämpften auch den Brauch des Duellierens.

## Leserschaft
Trotz einer bescheidenen Auflage von etwa 3.000 Exemplaren wurde der Spectator viel gelesen; Addison schätzte die Leserschaft auf 60.000, etwa ein Zehntel der Bevölkerung Londons. Zeitgenössische Historiker und Literaturwissenschaftler halten diese Zahl nicht für übertrieben; die meisten Leser waren nicht selbst Abonnenten, sondern Besucher eines Kaffeehauses, wo die Zeitung auslag. Die Leser kamen aus allen Ständen, doch richtete sich die Zeitung vor allem an Englands aufstrebenden Mittelstand, große und kleine Kaufleute und Händler.
Jürgen Habermas sieht den Spectator als wichtiges Mittel der „strukturellen Transformation der öffentlichen Sphäre“, die sich im England des 18. Jahrhunderts vollzog. Diese Transformation, so argumentiert er, sei aus dem Bürgertum heraus entstanden, das sich eben gerade durch Publikationen wie den Spectator als Gruppe formierte. Offiziell war der Spectator politisch neutral, doch vertrat er eindeutig Werte und Interessen der Whigs. Die Politik der Tories wurde in der Figur Sir Roger de Coverleys, eines liebenswerten, aber etwas lächerlichen Landedelmannes, karikiert.
Der Spectator blieb im späten 18. und 19. Jahrhundert eine beliebte Lektüre. Er wurde in achtbändigen Ausgaben verkauft. Sein Prosastil und die Kombination aus Moral, Lebensberatung und Unterhaltung galten als vorbildlich.
Es gab weitere Zeitungsprojekte oder Diskussionszirkel – der Aufklärung verpflichtet – in Spanien und Italien, deren Anhänger üblicherweise ebenfalls mit dem englischen Wort „Spectators“ bezeichnet werden.

## Ausgaben (Auswahl)
- Joseph Addison, Richard Steele (Hrsg.): The Spectator. With Translations and Index for the Series. Bearbeitet und neu herausgegeben durch Henry Morley. Neue Auflage. Band 1: Nr. 1–202. Band 2: Nr. 203–416. Band 3: Nr. 417–555. Routledge Sons, London 1891 (archive.org – Erstausgabe:  1711).
- Donald Frederic Bond: The Spectator. 5 Bände, Oxford University Press, Oxford 1965.